# Cratere Hypatia

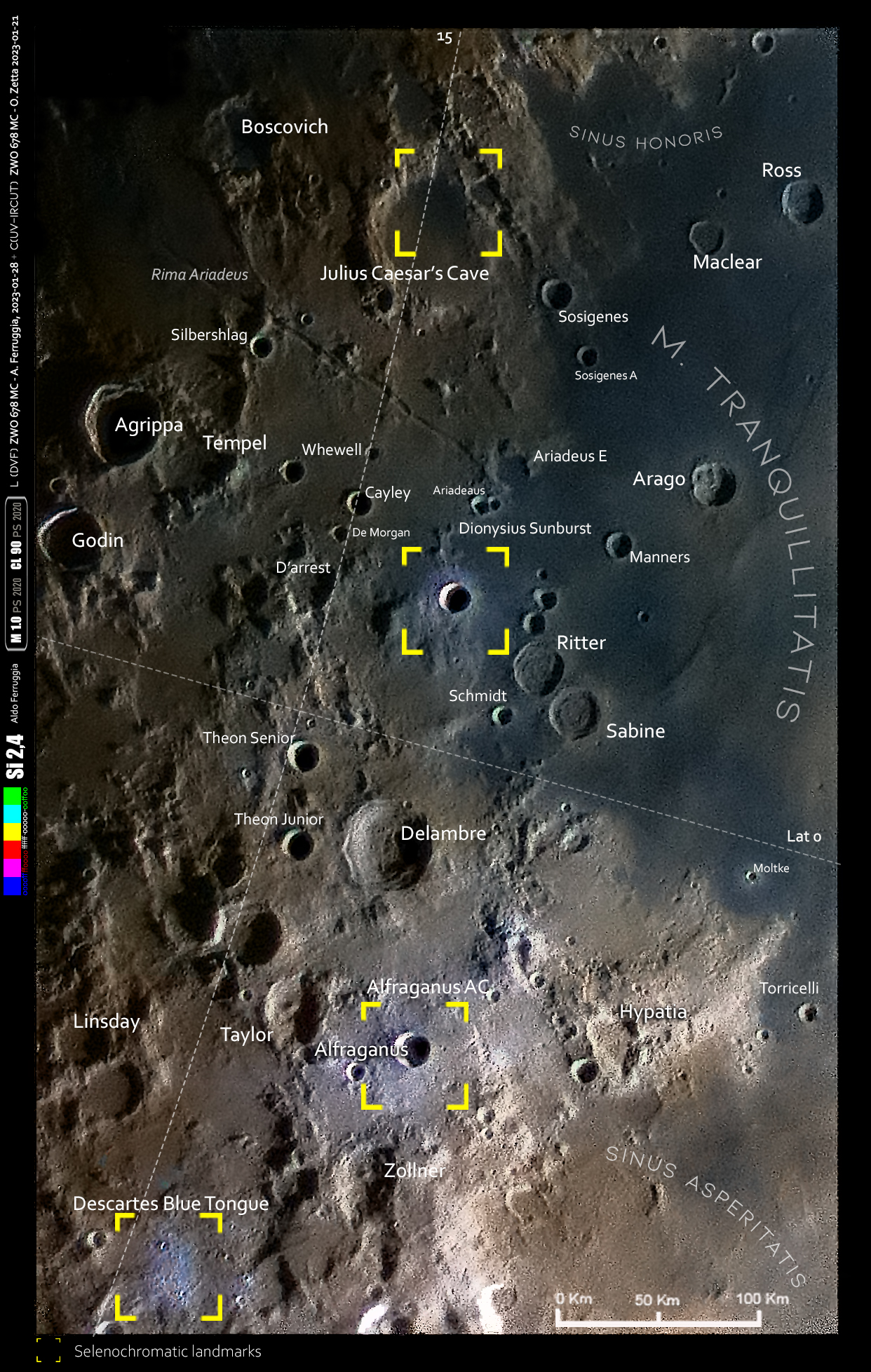
Il cratere (in basso a destra) con le strutture vicine in una Immagine Selenocromatica(Si)

Hypatia è un cratere lunare di 38,82 km situato nella parte sud-orientale della faccia visibile della Luna.
Il cratere è dedicato alla matematica e filosofa egizia Ipazia.

## Crateri correlati
Alcuni crateri minori situati in prossimità di Hypatia sono convenzionalmente identificati, sulle mappe lunari, attraverso una lettera associata al nome.
| Hypatia | Coordinate           | Diametro (in km) |
| ------- | -------------------- | ---------------- |
| A       | 4°54′00″S 22°13′12″E | 15,06            |
| B       | 4°41′24″S 21°19′12″E | 4,13             |
| C       | 0°52′48″S 20°45′36″E | 14,79            |
| D       | 3°09′00″S 22°40′48″E | 5,36             |
| E       | 0°21′00″S 20°25′12″E | 5,7              |
| F       | 4°08′24″S 21°28′12″E | 8,24             |
| G       | 2°40′48″S 22°57′36″E | 4,81             |
| H       | 4°28′48″S 24°03′36″E | 5,19             |
| M       | 5°16′48″S 23°24′36″E | 28,53            |
| R       | 2°00′36″S 21°15′00″E | 3,1              |